# Fernando Alberto I, Duque de Brunsvique-Luneburgo
Fernando Alberto I de Brunsvique-Luneburgo (22 de Maio de 1636 - 25 de Abril de 1687) foi um duque de Brunsvique-Luneburgo e parente dos príncipes de Brunswick-Wolfenbüttel.

## Família
Fernando Alberto foi o primeiro filho do segundo casamento do duque Augusto, o Jovem de Brunswick-Wolfenbüttel com a duquesa Sofia Isabel de Mecklemburgo-Güstrow. Os seus avós paternos eram o duque Henrique de Brunsvique-Luneburgo e a princesa Úrsula de Saxe-Lauenburg. Os seus avós maternos eram o duque João Alberto II de Mecklemburgo-Güstrow e a condessa  Isabel de Hesse-Cassel.

## Vida
Depois da morte do pai em 1666, os três filhos do duque Augusto entraram em disputa por causa da herança e Fernando acabou por receber um palácio em Bevern, alguns direitos feudais e muito dinheiro em troca dos seus direitos em Wolfenbüttel que no final acabou por ser governado pelos seus dois irmãos mais velhos.
À medida que envelhecia, Fernando foi-se tornando cada vez mais excêntrico, ao ponto de os seus dois irmãos enviarem um exército para repor a ordem no seu palácio.  Durante a sua vida coleccionou muitas obras de arte que actualmente fazem parte do Herzog Anton Ulrich Museum. Morreu em 1687 e o seu filho Fernando Alberto II acabaria por herdar o principado de Wolfenbüttel muitos anos depois.

## Casamento e descendência
Fernando Alberto casou-se com a princesa Cristina de Hesse-Eschwege no dia 25 de Novembro de 1667 de quem teve nove filhos:
1. Leopoldo Carlos de Brunsvique-Luneburgo (30 de Janeiro de 1670 - 4 de Março de 1671), morreu aos 14 meses de idade.
2. Frederico Alberto de Brunsvique-Luneburgo (5 de Janeiro de 1672 - 27 de Janeiro de 1673), morreu com um ano de idade.
3. Sofia Leonor de Brunsvique-Luneburgo (5 de Março de 1674 - 14 de Janeiro de 1711), morreu aos 36 anos sem descendência.
4. Cláudia Leonor de Brunsvique-Luneburgo (29 de Novembro de 1675 - 30 de Julho de 1676), morreu aos 20 meses de idade.
5. Augusto Fernando de Brunsvique-Luneburgo (29 de Dezembro de 1677 - 2 de Julho de 1704), morreu em batalha aos 26 anos de idade.
6. Fernando Alberto II de Brunswick-Wolfenbüttel (29 de Maio de 1680 - 2 de Setembro de 1735), casado com a princesa Antónia Amália de Brunswick-Wolfenbüttel; com descendência.
7. Fernando Cristiano de Brunsvique-Luneburgo (4 de Março de 1682 - 12 de Dezembro de 1706), morreu aos 24 anos sem descendência.
8. Ernesto Fernando de Brunsvique-Luneburgo (4 de Março de 1682 - 14 de Abril de 1746), casado com a duquesa Leonor Carlota da Curlândia; com descendência.
9. Henrique Fernando de Brunsvique-Luneburgo (11 de Abril de 1684 - 7 de Setembro de 1706), morreu aos 22 anos sem descendência.